# U Brusnice
Ulice U Brusnice na Hradčanech v Praze je spojnicí mezi ulicí Nový Svět a křižovatkou ulic Patočkova a Milady Horákové. Od ledna 1913 přes ní vede tramvajová trať s délkou asi 150 metrů.

## Historie a názvy
Ulice byla založena v roce 1910 a od začátku má název „U Brusnice“, odvozený je od potoka Brusnice, který tady protéká přes rozlehlé Lumbeovské zahrady.

## Budovy, firmy a instituce
- Lumbeho vila – U Brusnice 1, pozdně klasicistní stavba[2]
- Městská knihovna v Praze, Oddělení vzácných tisků – U Brusnice 9[3]
- další stavby jsou na adresách U Brusnice 3, 4 a 11.